# Sportgymnasium Dresden
Das Sportgymnasium Dresden ist sowohl eine Eliteschule des Sports als auch eine Eliteschule des Fußballs. Das Sportschulzentrum Dresden besteht aus der Sportoberschule und dem Sportgymnasium Dresden; beide teilen sich das gleiche Gebäude und sind durch eine vertiefte sportliche Ausbildung geprägt.

## Lage
Das Sportgymnasium Dresden befindet sich im Dresdner Ostragehege im Stadtteil Friedrichstadt unweit der Elbe in direkter Nachbarschaft zur Messe Dresden. Die Straßenbahnlinie 10 der Dresdner Verkehrsbetriebe verbindet das Gelände mit dem Stadtzentrum.

## Geschichte
Gegründet wurde das Sportgymnasium Dresden am 1. September 1954 als Kinder- und Jugendsportschule (KJS) „Artur Becker“ in der 45. Oberschule in Dresden-Reick, dem heutigen Hülße-Gymnasium. Zwei Jahre später zog die KJS in die 34. Oberschule nach Dresden-Cotta und dann 1963 nach Klotzsche. Ein neues Schulgebäude an der Parkstraße in der Seevorstadt bezog sie 1969. Die beiden Internatskomplexe sowie eine Mensa wurden 1971 und 1972 in Betrieb genommen.
Ihren heutigen Namen erhielt die Schule 1992. Im Jahr 2000 ernannte der Deutsche Olympische Sportbund das Sportgymnasium zur Eliteschule des Sports.
Durch das Elbhochwasser 2002 wurde das Sportgymnasium in den Kellerräumen stark beschädigt. Betroffen waren vor allem die Informatikräume, das Schularchiv und eine Bibliothek; außerdem wurde das Schulgemäuer beschädigt. Anstelle der notwendigen Sanierung entschied man sich für einen Neubau der Sportschule im Dresdner Ostragehege, da sich dadurch auch die Wege zu den Sportstätten sehr verkürzt haben. Im Jahr 2007 folgte der Einzug in das Sportschulzentrum Dresden am Messering.

## Sportarten
| Sportart           | Sportstützpunkt             |
| Aerobic            | Landesstützpunkt            |
| Akrobatik          | Landesstützpunkt            |
| Eishockey          | Landesstützpunkt            |
| Eiskunstlauf       | Landesstützpunkt            |
| Eisschnelllauf     | Landesstützpunkt            |
| Fechten            | Landesstützpunkt            |
| Fußball (männlich) |                             |
| Kanu               | Landesstützpunkt            |
| Leichtathletik     | Landesstützpunkt            |
| Rudern             | Bundesstützpunkt            |
| Schwimmen          | Landesstützpunkt            |
| Shorttrack         | Bundesstützpunkt            |
| Tennis             | Landesstützpunkt            |
| Tischtennis        | Landesstützpunkt            |
| Turnen             | Landesstützpunkt (weiblich) |
| Volleyball         | Bundesstützpunkt            |
| Wasserspringen     | Bundesstützpunkt            |

Stand: Mai 2015

## Gelände

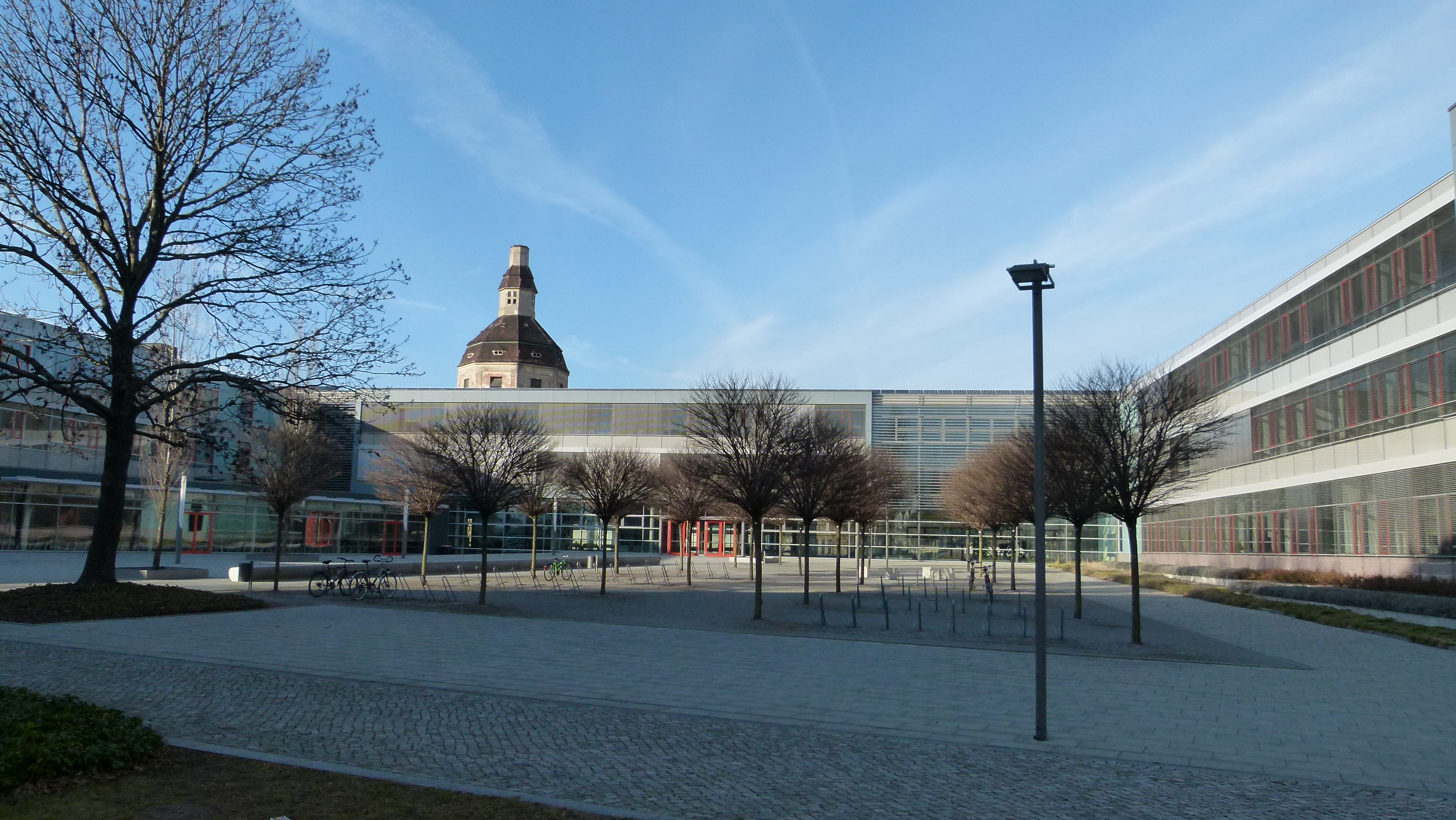
Blick in den Schulhof

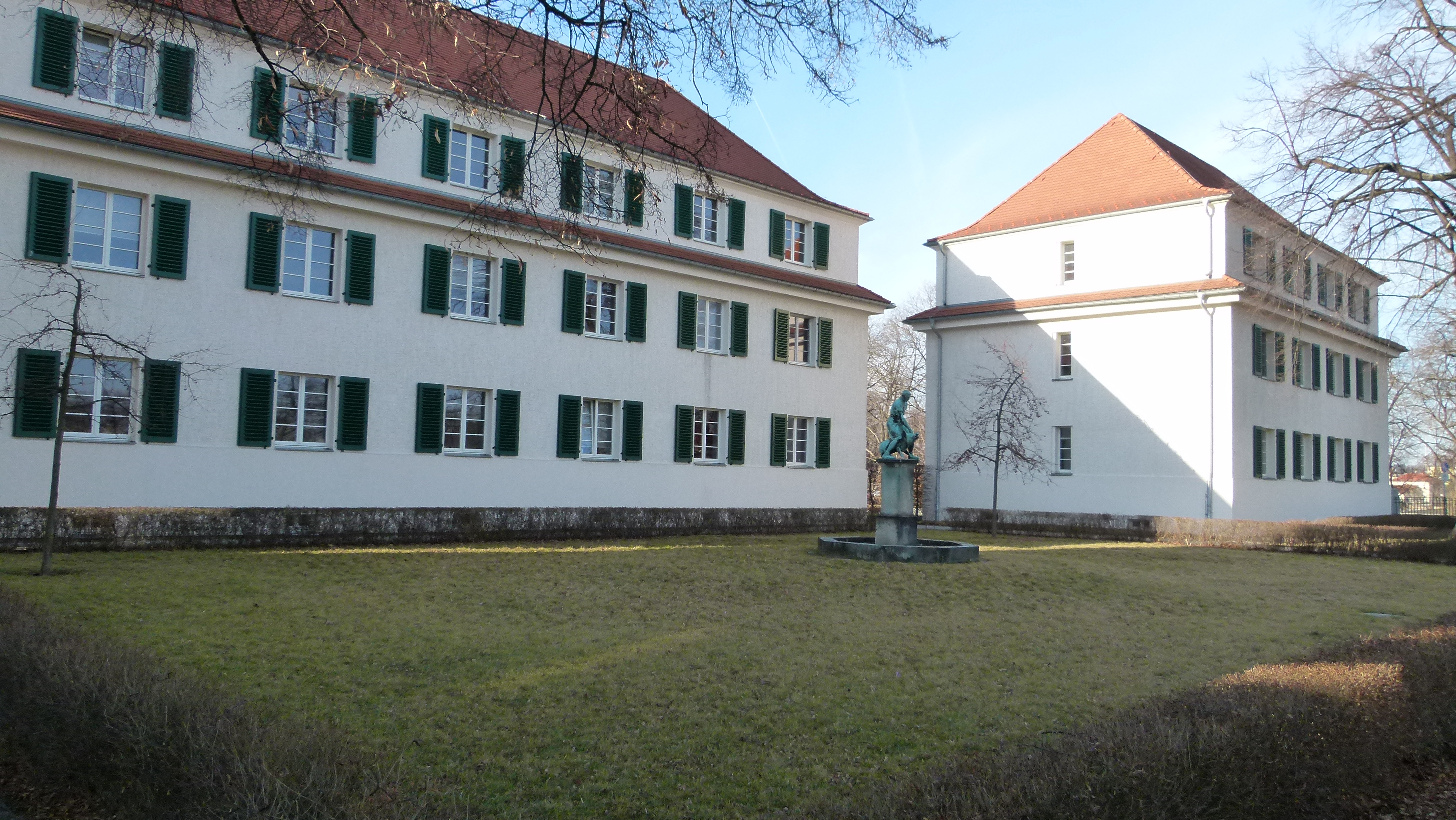
Die Gebäude des ehemaligen Schlachthofes beherbergen das Internat

Das Gelände umfasst die Internatsgebäude sowie Turnhalle, Mensa und Außenlagen. Das Sportgymnasium und die Sportoberschule Dresden befinden sich im selben Baukomplex, wobei die eine Hälfte des Gebäudes vorrangig Räume für das Sportgymnasium und die andere Räume für die Sportoberschule enthält. Die Mensa und die Dreifelderhalle befinden sich ebenfalls im gleichen Komplex. Die Mensa wird vom Studentenwerk Dresden betrieben (Stand 2012). Zu den Außenanlagen zählen die Basketballplätze sowie der Kugelstoßplatz und eine 100-Meter-Bahn, außerdem die Internatsgebäude und das Ganztagshaus mit Seminarräumen.

## Sportschulinternat Dresden
Das Internat ist in fünf vollständig sanierten, teilweise denkmalgeschützten Häusern im Komplex des Sportschulzentrums untergebracht. Bis zu 100 Sportlerinnen und Sportler wohnen in 22 Wohngruppen mit insgesamt 54 Einbett- und 23 Zweibettzimmern. Davon sind vier Plätze behindertengerecht ausgestattet.
Aufnahmebedingung für die Nutzung des Sportschulinternates ist die Aufnahme am Sportgymnasium bzw. an der Sportoberschule Dresden.

## Ehemalige Schüler (Auswahl)
- Eisschnelllauf
  - Jens Boden
  - Karin Enke
- Fußball
  - Marie-Louise Bagehorn
  - Tobias Müller
- Kanu
  - Steffi Kriegerstein
  - Tom Liebscher
- Leichtathletik:
  - Jenny Elbe
  - Raúl Spank
  - Johannes Vetter
- Rudern
  - Olaf Förster
  - Tim Grohmann
  - Karl Schulze
- Schach
  - Elisabeth Pähtz
- Schwimmen:
  - Jens Kruppa
- Short Track:
  - Tina Grassow
  - Robert Seifert
- Turnen
  - Marlene Bindig
- Volleyball
  - Christiane Fürst
  - Corina Ssuschke
  - Kerstin Tzscherlich
- Wasserspringen:
  - Lena Hentschel
  - Jan Hempel
  - Tina Punzel

## Ehemalige Lehrer (Auswahl)
- Sandra Gockel (* 1974), Politikerin (CDU)

## Nominierungen und Auszeichnungen
- Eliteschule des Sports[5]
- Eliteschule des Fußballs[5]
- Eliteschule des Sports 2011[6]